# マフムード・ダルウィーシュ

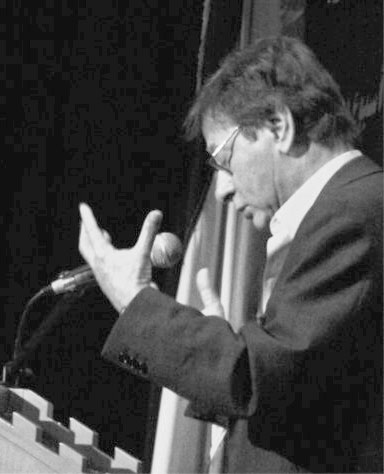
マフムード・ダルウィーシュ

マフムード・ダルウィーシュ（アラビア語: محمود درويش、Mahmoud Darwish、1941年3月13日 - 2008年8月9日）は、パレスチナを代表する詩人。パレスチナの独立宣言の起草者。パレスチナ人をめぐる抑圧や不安、そして抵抗を託した彼の詩は多くの人に愛され、ヘブライ語、日本語を含む22の言語に翻訳された。

## 生涯
1941年、イギリス委任統治時代のパレスチナで、アッカ近郊の村ビルウェに生まれる。1948年のナクバに際して、生地を追われた一家はレバノンへ逃れた。翌年一家はイスラエルとなったアッカ地域に戻るが、村は徹底的に破壊されていた。ダルウィーシュ一家はイスラエル側の人口調査に間に合わず、住民登録の機会を逸してしまう。小学校以降、学校でアラビア語を用いることは出来ず、ヘブライ語の使用を強いられた。
1960年、高等学校を卒業するとハイファへと移る。イスラエル共産党の活動家となったが、のちに離党（なお、当時のアラブ知識人層で共産党支持は珍しくなかった。ユダヤ人とアラブ人の共存を唱える唯一の政党だったためである）。1964年、23歳で出版した詩集『オリーブの葉』には、イスラエルに居住するアラブ人の処遇に抗議する作品「身分証明書」などが収められている。
1970年、ソビエト連邦のモスクワ大学に留学する。
その後レバノンに渡り、1973年パレスチナ解放機構（PLO）に加わって執行委員会のメンバーとなった。そのため、イスラエル領域内へ帰ることは出来なくなった。
心臓疾患の治療のため渡米。2008年、手術後の合併症により死去した。最期の居住地となったラマッラーではアラファート議長以来、パレスチナ史上2人目となる国葬が行われ、アッバース大統領は3日間の服喪を決定した。

## 受容

### 英語圏における受容
アラビア語で執筆されたダルウィーシュの著作の多くは英語に翻訳されている。研究書も出版されており、雑誌にも研究論文が発表されている。

### 日本における受容
日本において、ダルウィーシュの作品の翻訳や紹介は1970年代から詩人の土井大助によって開始された。
ダルウィーシュは1974年に日本を訪問している。
2006年には、長編詩「Mural」を含む中期の詩作品を四方田犬彦が翻訳し、『壁に描く』として出版された。雑誌では、「彼は自分を殺しにきた男を抱きしめる」（実村文：訳と解説）が『前夜』6号（2006年冬号）に掲載された。また、ハマスがパレスチナ議会選挙で第一党となったことへの意見をダルウィーシュに求めたインタビュー「アラブ・ムスリムは自分たちが歴史の外へ追いやられたと感じている」（新井令子訳）が『現代思想』2006年5月号（特集・イスラームと世界：衝突か抵抗か）に掲載された。アラブ文学研究者の岡真理や政治学者の早尾貴紀らがその著作でダルウィーシュに言及している。

### 作品の訳書
- 『詩集 壁に描く』四方田犬彦訳、書肆山田、2006年8月。ISBN 487995683X
  - 改訂版『パレスチナ詩集』四方田犬彦訳、ちくま文庫、2024年7月。ISBN 9784480439536

## 受賞歴
- 第1回ロータス賞（1969年）
- 国際レーニン平和賞（1980年）
- ストルガ詩の夕べ金冠賞（2007年）